# Ramón Álvarez Moretón

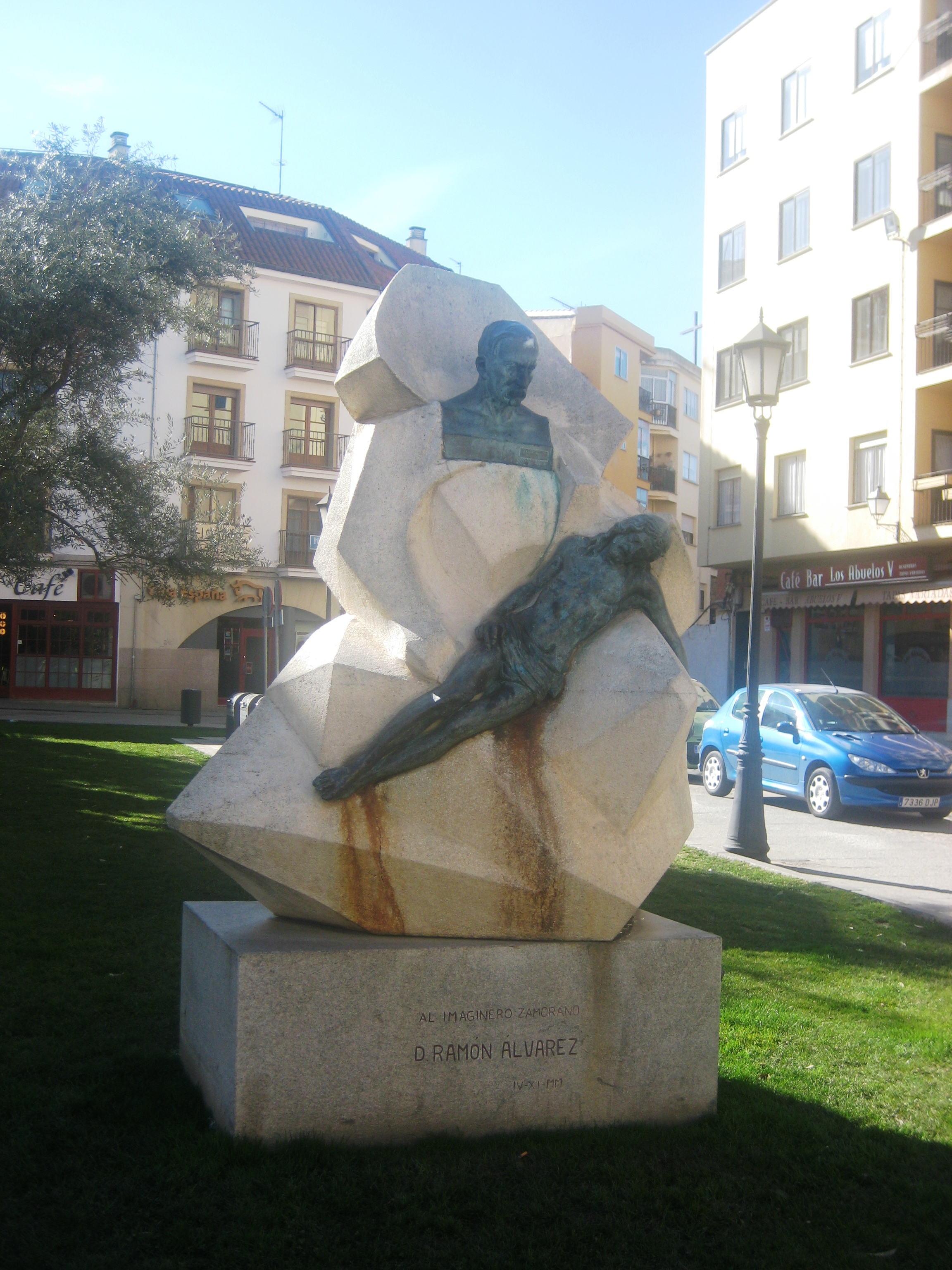
Monumento a Ramón Álvarez en la plaza Mayor de Zamora.

Ramón Álvarez Prieto (Coreses, Zamora, 22 de septiembre de 1825-Zamora, 25 de abril de 1889) fue un escultor e imaginero español. Nacido en una familia humilde, se trasladó a Zamora en su juventud, donde desarrolló su carrera artística. Su obra se caracteriza por el uso de materiales ligeros y económicos, como escayola, arpillería, tela encolada y madera. Entre sus contribuciones más destacadas se encuentran las imágenes procesionales de la Semana Santa de Zamora, que reflejan una profunda expresión local y autóctona; como pueden ser ¨La Soledad¨(1877), ¨La virgen de las Angustias¨ (1871) o ¨San pedro¨ (1860)

## Biografía

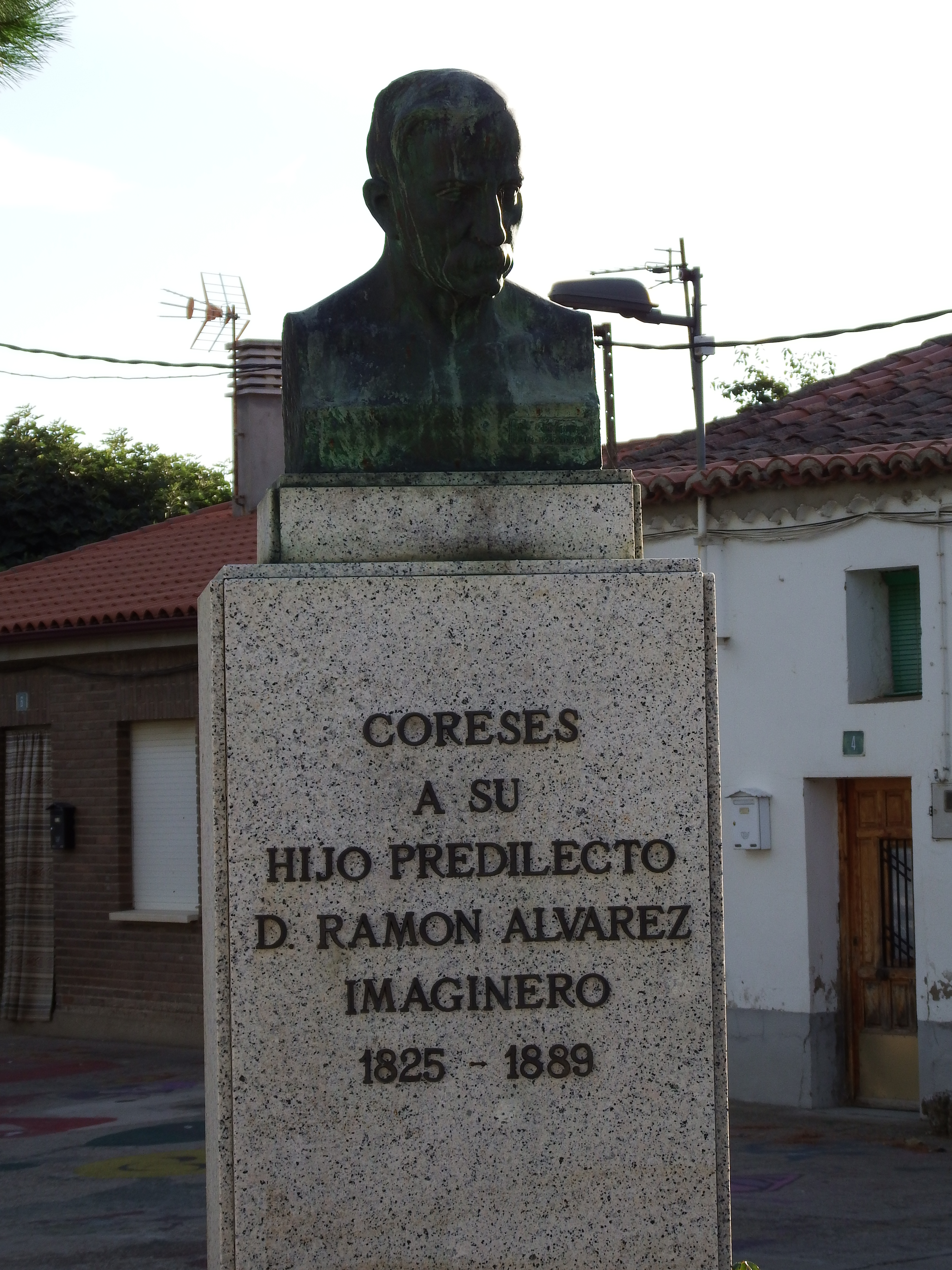
Busto de Ramón Álvarez en su localidad natal, Coreses.

Ramón Álvarez Prieto nació en la localidad zamorana de Coreses el 22 de septiembre de 1825, siendo el más pequeño de cinco hermanos, uno de ellos gemelo (Santiago Mauricio). Sus padres, Vicente Álvarez y María Francisca Prieto, eran naturales de Pobladura de Sotiedra y de la propia localidad de Coreses, respectivamente. 
Criado en el seno de una familia pobre, pronto tuvo que abandonar la escuela y dedicarse a cuidar el ganado del hojalatero del pueblo, de quien acabó aprendiendo el oficio, lo que le puso en contacto con los materiales que luego transformaría en sus obras.
Entre 1835 y 1839 la familia se asentó en la ciudad de Zamora en busca de una mejor vida.

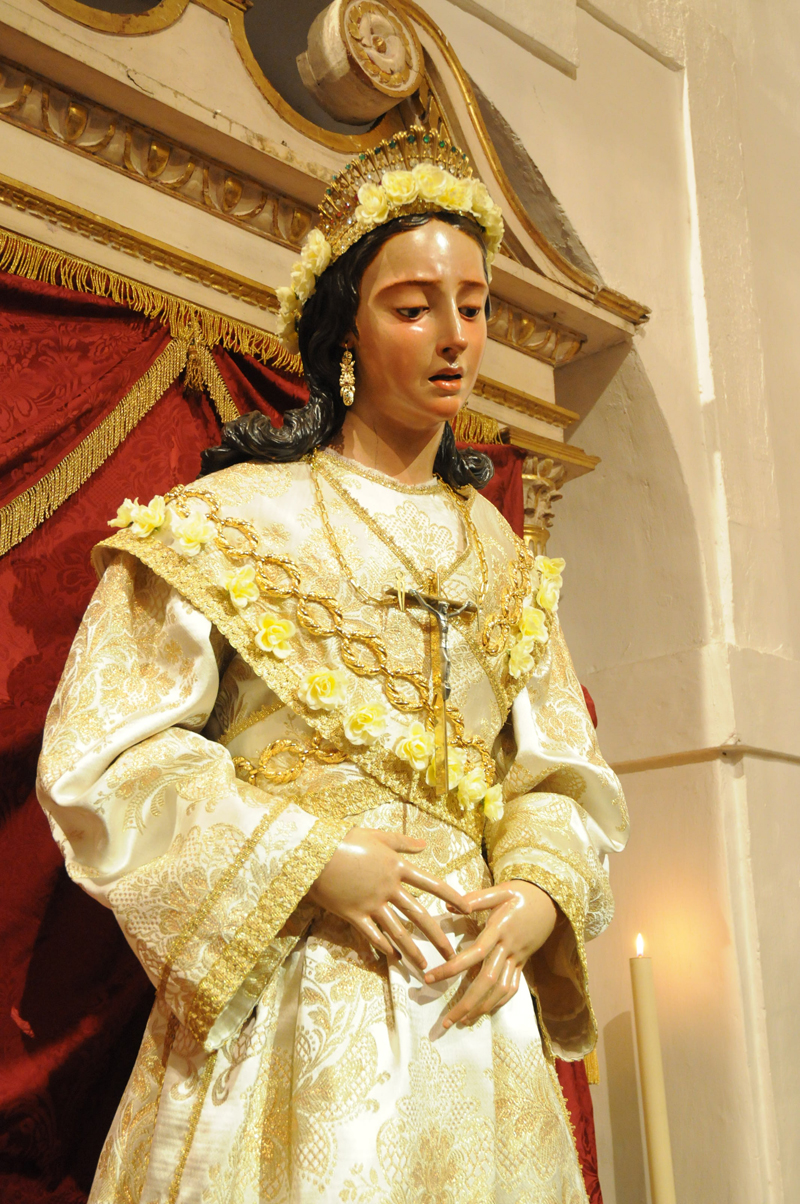
Virgen de la Saleta, Zamora (Imaginero Ramón Álvarez, 1870) Iglesia de San Andrés, Zamora - España

Pasó a ser alumno de la Escuela de Dibujo de la Sociedad Económica de Amigos del País de Zamora, completando su formación en Madrid de forma autodidacta. Pese a todo, tuvo que abandonar el dibujo por falta de medios económicos, abriendo su propio taller de latonería con 20 años.
En 1847 se casó con su primera mujer, Ildefonsa Pérez, en la Iglesia de Santa María la Nueva. De aquel matrimonio nacieron seis hijos, María (1848), Ramón Gervasio (1850), Manuela Bienvenida (1851), Josefa Adelaida (1852), Elisa Salvadora (1854) y José Nicasio Cleto (1856); de los cuales sólo María y Adelaida le sobrevivieron.
En 1859 obtuvo plaza de profesor de dibujo en la Real Sociedad Económica de Zamora, mientras que en 1886 alcanzó la cátedra de dibujo en este Instituto zamorano. 
En torno a 1857 abandonó la latonería, y comenzó su dedicación plena al dibujo, la escultura y la restauración de muebles y obras de arte; comenzando por entonces su producción artística.
La gran calidad y fama que adquirieron sus obras se debió al uso de materiales ligeros y baratos como la escayola, la arpillería, la tela encolada y la madera.
A partir de 1880 su etapa de madurez artística fue paralela a su inestabilidad emocional. Su esposa falleció en 1883 a los 55 años.
En 1888 se casó por segunda vez en Fresno de Sayago con Ramona Feltrero, 37 años más joven.
Poco tiempo después, el 25 de abril de 1889, falleció a los 64 años.

## Obra y legado

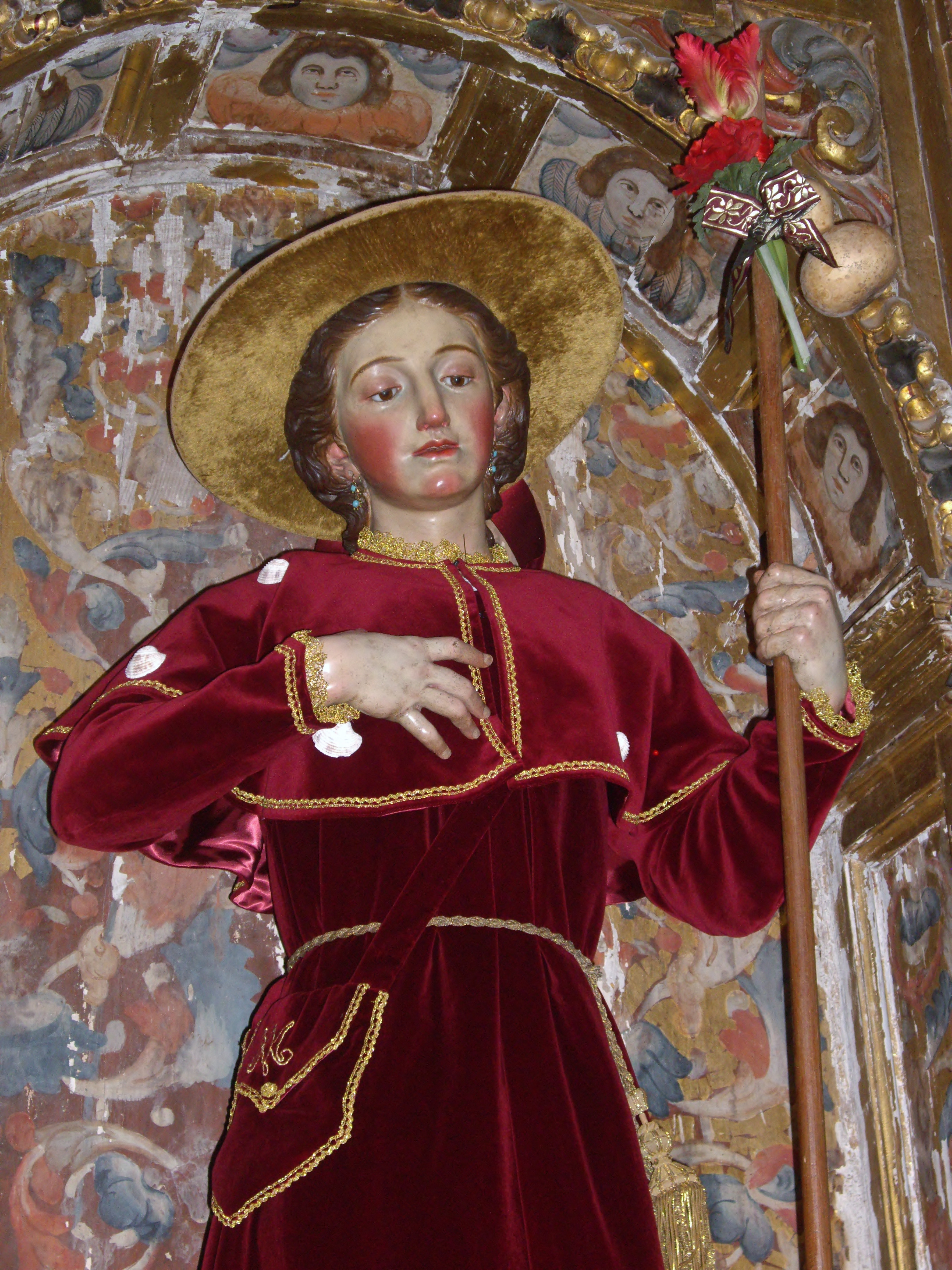
Imagen de la Virgen Peregrina de Ramón Álvarez.

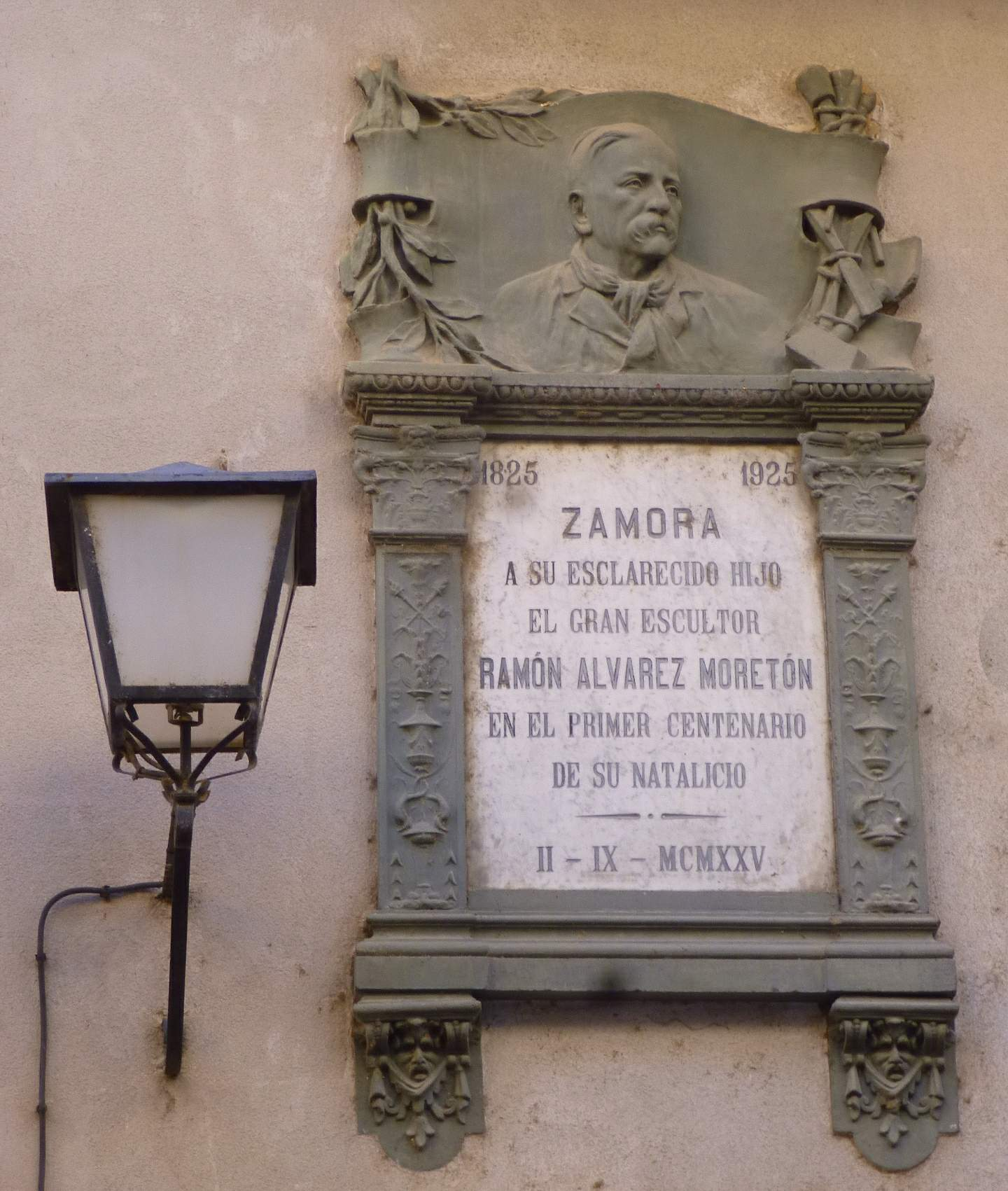
Memorial de Ramón Álvarez Moretón en Zamora

A pesar de quedar siempre sus obras relegadas al ámbito provincial, son una auténtica manifestación de la expresión local y autóctona. Su obra más conocida es la de la Semana Santa de Zamora, con numerosos y famosos pasos, siendo uno de los imagineros más laureados en la ciudad. También se conservan numerosas obras en iglesias en la ciudad y en localidades de la provincia.
| Obra                        | Año  | Imagen |
| --------------------------- | ---- | ------ |
| La Soledad                  | 1877 |        |
| La Virgen de las Angustias  | 1871 |        |
| Virgen de la Caridad        | 1870 |        |
| San Juan Bautista           | 1868 |        |
| Ecce Homo                   | 1865 |        |
| Jesus Nazareno              | 1864 |        |
| La Veronica                 | 1860 |        |
| San pedro                   | 1860 |        |
| El Santo de la misericordia | 1860 |        |
|                             |      |        |

Por el taller de Ramón Álvarez y por la cátedra de dibujo del Instituto zamorano pasaron numerosos estudiantes que se convertirían en artistas reconocidos, sin llegar a conformar una escuela artística propiamente dicha. Entre ellos destacan Eduardo Barrón, Aurelio de la Iglesia y el malogrado Miguel Torija.
En 2014 se conmemoró el 125 aniversario del fallecimiento del imaginero, y para celebrar dicha efeméride la Junta Pro Semana Santa de Zamora anunció la edición de un nuevo libro con su obra así como una exposición en la antigua Iglesia de la Encarnación.